# ジェルメーヌ・クルル
ジェルメーヌ・クルル（Germaine Krull, 1897年11月29日 - 1985年7月31日）は、ドイツ出身の女性写真家。主として第二次世界大戦前に、ドイツ、オランダ、フランスなどで活動した。

## 略歴
ドイツ帝国ポーゼン管区ヴィルダ（現在のポーランド・ポズナンヴィルダ地区）にて、ドイツ人の両親の間に生まれた。ドイツで写真を始め、オランダを経由して、パリに至る。
1927年、パリにて、写真集『Métal』を、フロラン・フェル (Florent Fels) のテキストにより刊行した。この作品集は、機械や近代的建造物（橋、エッフェル塔など)を対象とした作品集で、新即物主義に影響を受けつつ、徹底した機械の美学を写真により表現した、その時期を代表する記念碑的な作品集である。1930年代の日本の写真雑誌『光畫』にもその作品の一部が紹介され、堀野正雄らに、強い影響を与えたと考えられる。
なお、クルルは「機械」ばかりを撮影していたわけではなく、都市写真や人物写真も残している。
1985年7月31日、ヴェツラールで死去。87歳没。

## 日本語の主要文献
- パリ写真の世紀（今橋映子、白水社、2003年） - 第3章参照（→ パリ写真参照）